# سون لی
سون لی (انگلیسی: Sun Li؛ زادهٔ ۱۹۸۲) یک هنرپیشه اهل جمهوری خلق چین است.
از فیلم‌ها یا برنامه‌های تلویزیونی که وی در آن نقش داشته‌است می‌توان به بی‌باک و فرشته و شیطان اشاره کرد.